# آلن نیوتون (دوچرخه‌سوار)
آلن نیوتون (انگلیسی: Alan Newton؛ زادهٔ ۱۹ مارس ۱۹۳۱) دوچرخه‌سوار اهل بریتانیا است.
وی در مسابقات کشوری و بین‌المللی در مجموع برندهٔ ۱ مدال برنز شده‌است.